# Атанас Дангалаков
Атанас Николов Дангалаков е български революционер, деец на Вътрешната македоно-одринска революционна организация.

## Биография
Дангалаков е роден в 1872 година в мъгленското българско село Тушин. Завършва IV отделение и се занимава със земеделие. Влиза във ВМОРО. От 1901 година е нелегален, а от 1902 година е гевгелийски войвода.
При избухването на Балканската война в 1913 година е доброволец в Македоно-одринското опълчение на Българската армия и служи в Чета № 28 на МОО с командир Григор Джинджифилов. След това служи в 13-ата Кукушка дружина. Взима участие в Междусъюзническата война и загива на 6 юли 1913 година при Кочани.